# تماني
تماني هو مركزٌ سعوديٌ تابعٌ لمحافظة شرورة التابعة لمنطقة نجران، في المملكة العربية السعودية. المركز من الفئة (أ)، ورمزه 2417 حسب دليل الترميز الموحد للمناطق الإدارية بالمملكة العربية السعودية.